# Weldon Heyburn
Weldon Heyburn (19 de septiembre de 1910 – 18 de mayo de 1951) fue un actor cinematográfico de nacionalidad estadounidense.

## Biografía
Nacido en Washington D. C., trabajó como actor de carácter, interpretando habitualmente papeles de corta duración. 
Se casó en 1932 con la actriz noruega Greta Nissen, a la que conoció mientras ambos actuaban ese mismo año en The Silent Witness, ella como primera actriz, y él como actor sin créditos. 
Durante la Segunda Guerra Mundial sirvió en el Cuerpo de Señales del Ejército de los Estados Unidos.
A lo largo de su carrera, Weldon Heyburn actuó en unas 65 producciones estrenadas entre 1930 y 1950. Falleció en Los Ángeles, California, en 1951.

## Selección de su filmografía
- La irreflexiva (1932)
- Chandu the Magician (1932)
- Call Her Savage (1932)
- Convention Girl (1935)
- Speed (1936)
- Sea Racketeers (1937)
- The 13th Man (1937)
- Git Along Little Dogies (1937)
- Atlantic Flight (1937)
- Saleslady (1938)
- Crime School (1938)
- The Mysterious Rider (1938)
- The Trail Blazers (1940)
- Jungle Man (1941)
- Code of the Outlaw (1942)
- Rock River Renegades (1942)
- The Yellow Rose of Texas (1944)
- The Chinese Cat (1944)
- When Strangers Marry (1944)